# Jef Rademakers

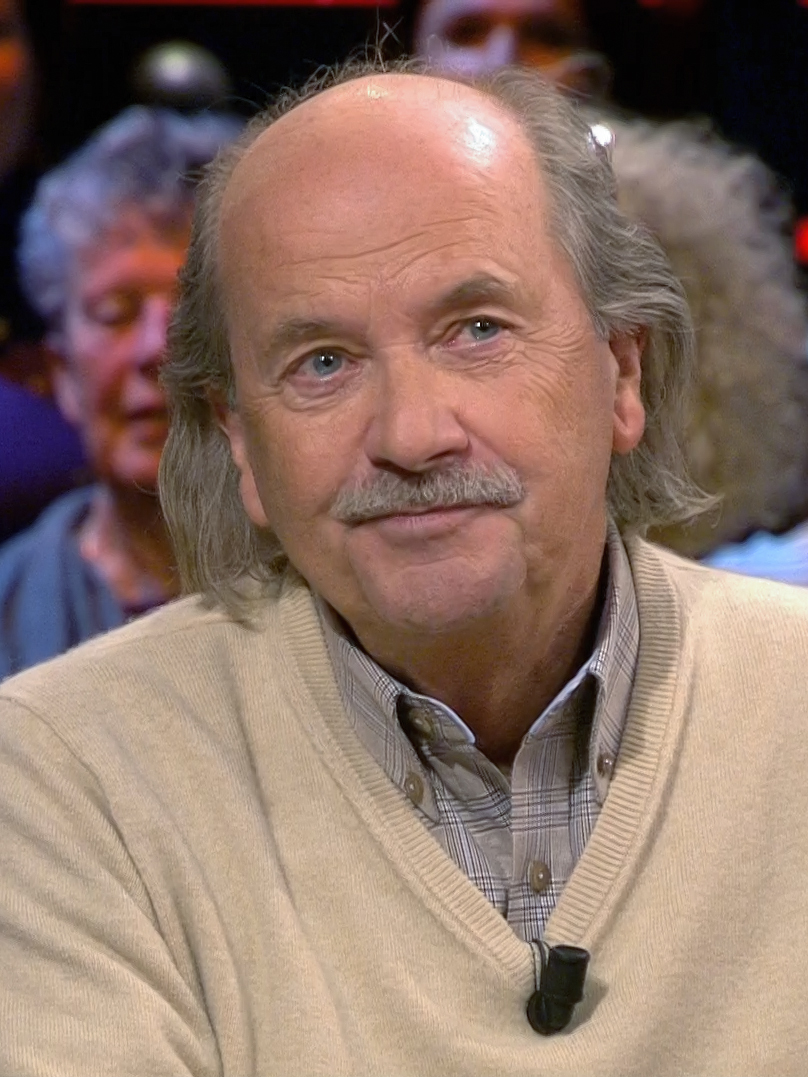
Jef Rademakers (DWDD, 2018)

Josephus Anthonius Johannes Louis Gerardus (Jef) Rademakers (Roosendaal, 13 augustus 1949) is een Nederlands tv-regisseur, producent, tekstschrijver en bedenker van een aantal formats. Hij groeide op in het rooms-katholieke gezin van Toon Rademakers en Jo Nollen, die een winkel uitbaatten. Na studie aan de Universiteit van Amsterdam werd hij er wetenschappelijk medewerker en schreef hij televisiekritieken voor de Haagse Post.

## Televisie
In 1975 maakte hij zijn eerste radioprogramma's, waarna de televisie volgde. In 1978 bracht hij zijn eerste televisieprogramma, de Geloof, hoop en liefde show, gepresenteerd door Wim Neijman. Met zijn eigen productiehuis Dutch Dream Productions produceerde hij later Klasgenoten, gepresenteerd door Koos Postema, en de voor die tijd (1987) spraakmakende PinUp Club. In de jaren negentig trok hij zich terug uit de televisiewereld en vestigde hij zich in het Belgische Brasschaat. In 2016 publiceerde Rademakers de roman De muzikale vluchteling (uitgeverij De Blauwe Tijger, 2016).

## Verzamelaar
Rademakers is ook een verzamelaar van schilderijen van Nederlandse en Belgische romantische schilders uit de periode van 1806 tot 1870, die ondergebracht zijn in de Rademakers Collectie. In het najaar van 2010 opende in de Hermitage een tentoonstelling van de collectie. De tentoonstelling was daarna ook te bezichtigen in het Gemeentemuseum Den Haag, Museum M te Leuven en het Haus Koekkoek te Kleef.